# World Influencers and Bloggers Awards
 (janvier 2025).
World Influencers and Bloggers Awards, ou WIBA Awards, sont le premier prix du monde dédiés aux influencers. La première cérémonie a eu lieu le 24 mai 2019,.

## Histoire

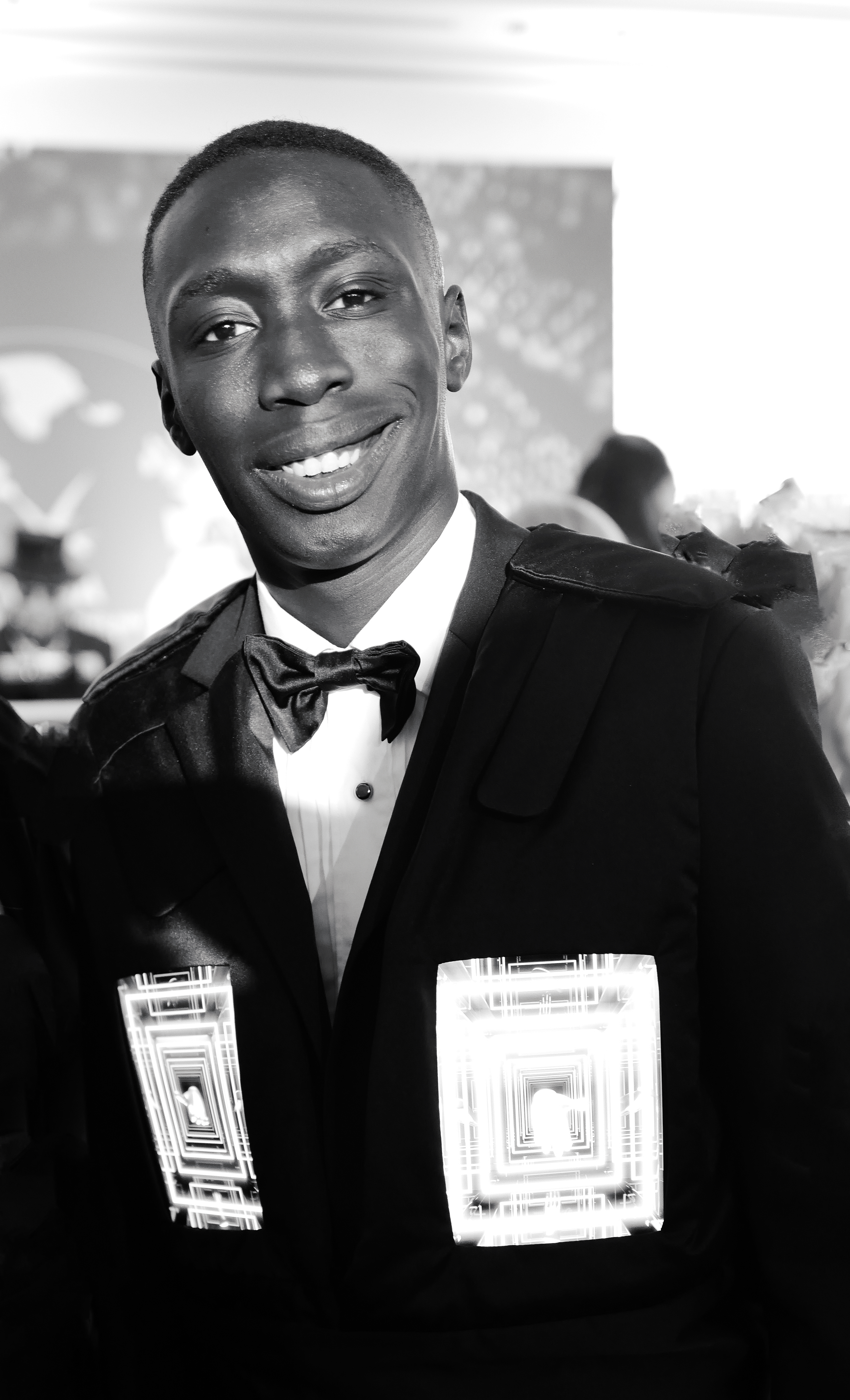
Khaby Lame at the WIBA Awards 2022

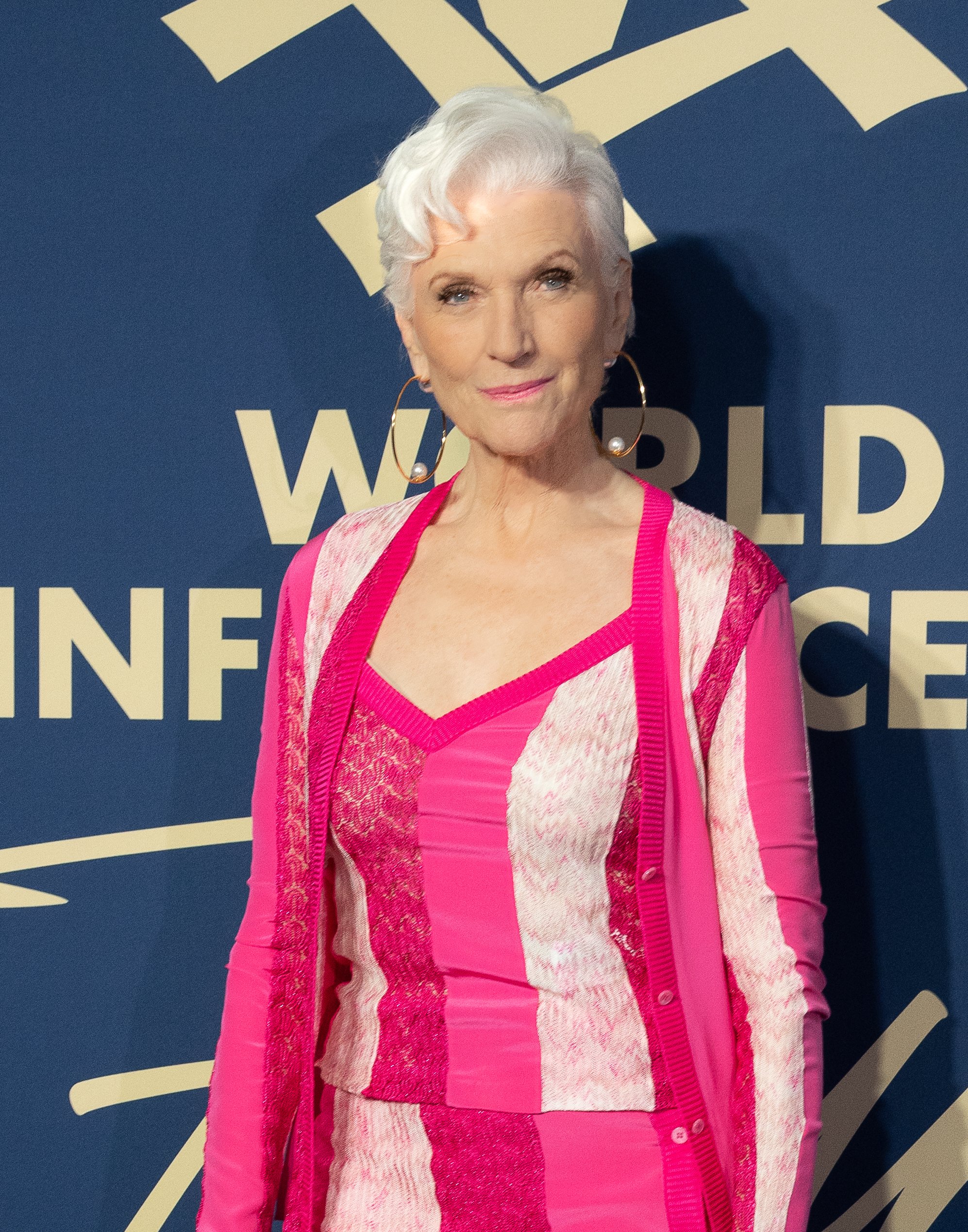
Maye Musk at the WIBA Awards 2023

L'idée de WIBA Awards est née en 2019. La créatrice du prix est l'animatrice de télévision Mariia Grajina Chaplin.
La première cérémonie de World Influencers and Bloggers Awards a eu lieu le 24 mai 2019 à Cannes, à l'Hôtel Martinez. Mariia Grazhina Chaplin, avec d'autres organisateurs, a animé la compétition et la cérémonie de remise des prix pendant le Festival de Cannes. L'événement a suscité immédiatement un intérêt mondial.
Les nominés sont des influencers bien connus et des utilisateurs populaires des réseaux sociaux du Royaume-Uni, des États-Unis, du Brésil, de la France, l'Italie, de l'Inde, de la Chine, des Émirats arabes unis, du Liban, de l'Ukraine et d'autres pays. La plupart des candidats ont leur propre blog sur Instagram, Facebook et YouTube.
La compétition comprend une sélection parmi 200 utilisateurs connus, une finale où 42 finalistes sont annoncés et récompensés, ainsi qu'une super-finale.
La première cérémonie des World Influencers and Bloggers Awards en 2019 a atteint une audience numérique de 117 millions de téléspectateurs.

## Gagnants
Les titres des World Influencers and Bloggers Awards sont décernés aux meilleurs influenceurs mondiaux et personnalités éminentes :
| Year | Name                   | Nomination                                                         | Country             |
| ---- | ---------------------- | ------------------------------------------------------------------ | ------------------- |
| 2019 | Gianluca Vacchi        | Roi d'Instagram - Grand Prix                                       | Italie              |
| 2019 | Nusret Gökçe           | Meilleur influenceur célèbre                                       | Turquie             |
| 2019 | Foodgod                | Meilleur influenceur culinaire                                     | États-Unis          |
| 2019 | Bhuvan Bam             | Meilleur influenceur divertissement                                | Inde                |
| 2019 | Victoria Silvstedt     | Meilleur influenceur glamour                                       | Monaco              |
| 2019 | Greta Thunberg         | Meilleur influenceur durable                                       | Suède               |
| 2019 | Anna Andres            | Meilleur influenceur mode et business                              | France              |
| 2019 | Zaklina Berrido Pisano | Meilleur influenceur style                                         | Italie              |
| 2019 | Alice Abdelaziz        | Meilleure solidarité féminine                                      | Liban               |
| 2019 | Farah Abdelaziz        | Meilleure solidarité féminine                                      | Liban               |
| 2019 | Nadine Abdelaziz       | Meilleure solidarité féminine                                      | Liban               |
| 2019 | Sharon Fonseca         | Meilleur influenceur mannequin                                     | Italie              |
| 2020 | Katerina Leroy         | Grand Prix du concours Expert Blogger Digital                      | Allemagne           |
| 2021 | Coco Rocha             | Influenceur de l'industrie de la mode                              | États-Unis          |
| 2021 | Ellen von Unwerth      | Influenceur photographe emblématique                               | France              |
| 2021 | Kat Graham             | Défenseur des droits de l'homme                                    | États-Unis          |
| 2021 | Elisabetta Gregoraci   | Influenceur de personnalité médiatique                             | Italie              |
| 2021 | Sadaf Beauty           | Influenceur beauté glamour                                         | États-Unis          |
| 2021 | Ginta                  | Gagnante du concours numérique - Meilleur compte de divertissement | Italie              |
| 2021 | Malkolm the Akita      | Gagnant du concours numérique - Meilleur compte animalier          | France              |
| 2022 | Khaby Lame             | Grand Prix                                                         | Italie              |
| 2022 | Nikkie Tutorials       | Influenceur beauté célèbre                                         | Pays-Bas            |
| 2022 | Kelly Rutherford       | Influenceur femme d'affaires                                       | États-Unis          |
| 2022 | Mădălina Diana Ghenea  | Influenceur actrice                                                | Italie              |
| 2022 | Alec Monopoly          | Influenceur artistique                                             | États-Unis          |
| 2022 | Johan Ernst Nilson     | Influenceur activiste                                              | Monaco              |
| 2022 | Marta Sierra           | Influenceur mode                                                   | Espagne             |
| 2022 | Elnaz Gorlokh          | Influenceur beauté                                                 | Émirats arabes unis |
| 2022 | Jamala                 | Influenceur culturel                                               | Ukraine             |
| 2022 | Stepan (le chat)       | Influenceur animalier                                              | Ukraine             |
| 2022 | Aliia Roza             | Influenceur pour l'autonomisation des femmes                       | États-Unis          |
| 2023 | Domelipa               | Grand Prix                                                         | Mexique             |
| 2023 | Maye Musk              | Femme la plus influente au monde                                   | États-Unis          |
| 2023 | Richard Orlinski       | Artiste le plus influent de la décennie                            | France              |
| 2023 | Iuliia Mendel          | Porte-parole influent                                              | Ukraine             |
| 2023 | Kiera Chaplin          | Défenseur des droits des femmes                                    | Suisse              |
| 2023 | Halima Aden            | Influenceur pour l'autonomisation des femmes                       | États-Unis          |
| 2023 | Marina Mogilko         | Meilleur influenceur éducatif                                      | États-Unis          |
| 2023 | Swan Sit               | Meilleur influenceur Clubhouse                                     | États-Unis          |
| 2023 | Mani Nordine           | Leader artistique d'entreprise pour l'autonomisation               | France              |
| 2023 | Oli London             | Influenceur inspirant pour la conscience de soi                    | États-Unis          |
| 2023 | Holly Ramsay           | Défenseur de la santé mentale                                      | États-Unis          |
| 2023 | Noha Nabil             | Influenceur beauté                                                 | Koweït              |
| 2023 | Kjetil Krogstad        | Meilleur influenceur divertissement                                | Norvège             |